# Pholidocarpus
Classification phylogénétique
Genre
Espèces de rang inférieur
- Pholidocarpus ihur (Giseke) Blume
- Pholidocarpus kingianus (Becc.) Ridl.
- Pholidocarpus macrocarpus Becc.
- Pholidocarpus majadum  Becc.
- Pholidocarpus mucronatus Becc.
- Pholidocarpus sumatranus Becc.

Pholidocarpus est un genre de plantes de la famille des Arecaceae (palmiers). Il contient les espèces suivantes :
- Pholidocarpus ihur
- Pholidocarpus kingianus
- Pholidocarpus macrocarpus
- Pholidocarpus majadum
- Pholidocarpus mucronatus
- Pholidocarpus sumatranus .

## Classification
- Sous-famille des Coryphoideae
  - Tribu des Trachycarpeae
    - Sous-tribu des Livistoninae

Ce genre  partage sa sous-tribu  avec cinq autres genres :   Livistona,  Licuala,  Johannesteijsmannia,  Saribus,  Lanonia .